# Jewgeni Jurjewitsch Najer
Jewgeni Najer (russisch Евгений Юрьевич Наер; bei der FIDE Evgeniy Najer; * 22. Juni 1977 in Moskau) ist ein russischer Großmeister im Schach und -trainer, der seit 2023 nicht mehr für den russischen Schachverband spielt, sondern für den Weltschachverband FIDE gelistet ist.

## Leben

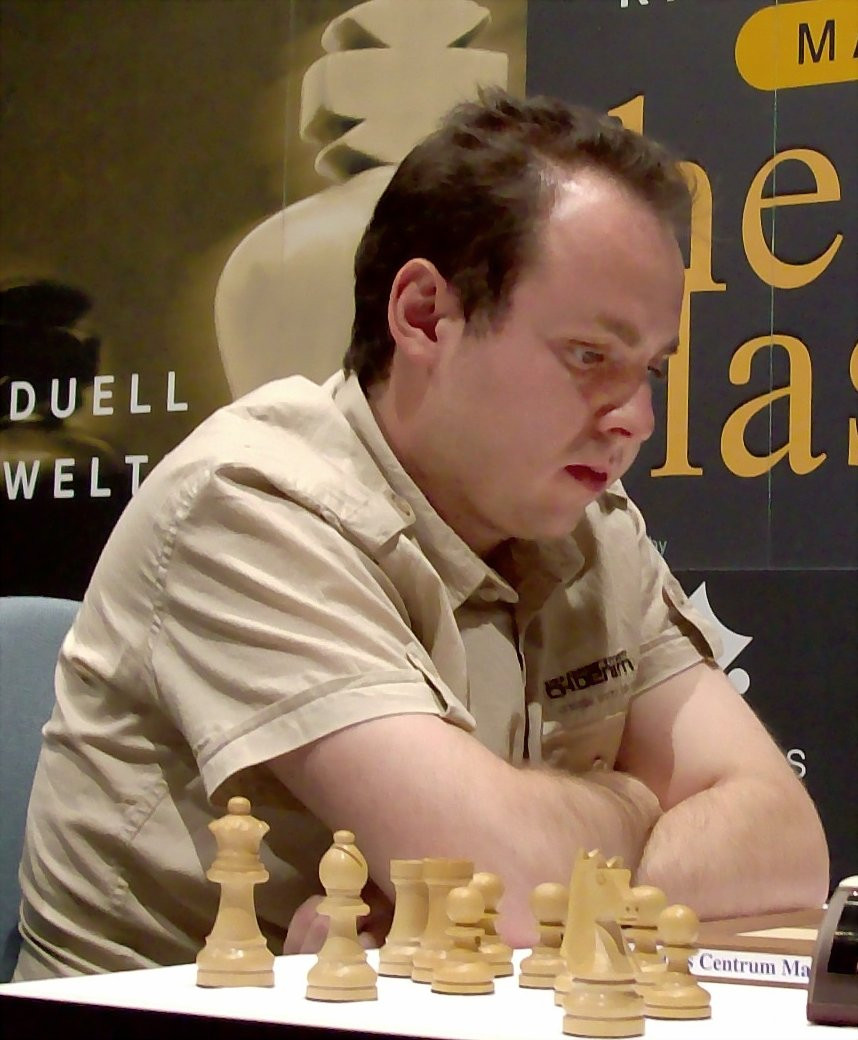
Jewgeni Najer, 2008

Najer lernte als fünfjähriger Junge Schach von seinem Vater. Sein Trainer war lange Alexander Petrovich Bodisko; seit dessen Tod versucht Najer ohne Trainer auszukommen. Er ist Vorstandsmitglied der Association of Chess Professionals (ACP).

## Erfolge
In der russischen Mannschaftsmeisterschaft spielte er zum Beispiel 2001 für Gasowik Tjumen, 2003 für Norsiki Nikel Norilsk 2006 und 2008 für TPS Saransk und seit 2009 für SchSM-64 Moskau. Mit Moskau konnte er 2010 in Sotschi und 2011 in Olginka, Region Krasnodar die Mannschaftsmeisterschaft gewinnen. Von der Saison 2007/08 bis zur Saison 2013/14 spielte er in der deutschen Schachbundesliga für den SV Wattenscheid. Mit Husek Wien gewann er in seiner ersten Saison, 2008/09, die österreichische Mannschaftsmeisterschaft. In der chinesischen Mannschaftsmeisterschaft spielt er für Mobile Chongqing, in der tschechischen Extraliga für den ŠK JOLY Lysá nad Labem, mit dem er 2019 tschechischer Mannschaftsmeister wurde.
Najer gewann die russische Jugendmeisterschaft U20. 1996 gewann er ein Turnier in Pardubice, 1998 konnte er erneut in Pardubice gewinnen, wobei er seine erste GM-Norm erreichte. Den Titel erhielt er 1999. Im August 2002 gewann er das US Open in Cherry Hill Township, NJ, im März 2004 das Cappelle-la-Grande-Open. Im Juli 2005 gewann er das Maccabiah-Turnier in Jerusalem und im Februar 2007 das Moskau Open, welches in der Staatlichen Universität für Sozialwissenschaften stattfand. Den President's Cup in Baku gewann er im Mai 2008, im Juli 2008 (vor Ľubomír Ftáčnik) und Juli 2009 (vor Hikaru Nakamura) das World Open in Philadelphia. Im März 2016 gewann er das Aeroflot Open in Moskau (vor Boris Gelfand).
Najer nahm fünfmal (2005, 2007, 2009, 2013 und 2015) am Schach-Weltpokal teil, sein bestes Ergebnis war der Einzug in die dritte Runde 2005. Im März 2015 wurde er in Jerusalem mit 8,5 Punkten aus 11 Partien Schacheuropameister.
Den Titel Internationaler Meister (IM) trägt er seit 1993, den Großmeister-Titel seit 1999 und seit 2016 den Titel FIDE Senior Trainer. Seine beste FIDE-Weltranglistenposition war der 27. Platz im Juli 2006.